# Aflou
Aflou (em árabe: آفلو) é uma cidade e comuna localizada na província de Laghouat, Argélia. Segundo o censo de 2008, a população total da cidade era de 102 025 habitantes.